# Unternehmen Proxima Centauri
Unternehmen Proxima Centauri ist ein farbiger DEFA-Puppentrickfilm im Genre des Science-Fiction-Films von 1963. Eine Gruppe Jugendlicher fliegt in das Planetensystem Proxima Centauri und entdeckt dort ein Wachstumshormon, mit dem die Produktion der irdischen Landwirtschaft gefördert werden kann.

## Handlung
Ein Sprecher der Gruppe „Junge Techniker“ erzählt aus dem Off die Geschichte einer möglichen zukünftigen Weltraumreise. 
Vier Jugendliche von verschiedenen irdischen Kontinenten fliegen in einem Raumschiff in das Planetensystem  Proxima Centauri. Sie landen auf dem Planeten „A 4“, der von zwei Monden umkreist wird. Sie untersuchen „A 4“ mit Hilfe des so genannten Proximats, einem Messgerät. Nach Abenteuern in der so genannten Schwarzen Zone entdecken sie in einer Pflanze ein Wachstumshormon, mit dem die Produktion der irdischen Landwirtschaft erheblich gesteigert werden kann, so dass mehrere Ernten im Jahr möglich sind. 